# Tenis la Universiada de vară din 1981
Probele sportive de tenis la Universiada de vară din 1981 s-au desfășurat în perioada 20-29 iulie 1981 la București, România. Toate probele au avut loc la terenurile Progresul.

## Medaliați
| Event           | Aur                                           | Argint                                             | Bronz                                           |
| Masculin simplu | Florin Segărceanu (ROU)                       | Vadim Borisov (URS)                                | Andrei Dîrzu (ROU)                              |
| Masculin dublu  | România · Andrei Dîrzu · Florin Segărceanu    | Italia Angelo Binaghi Raimondo Ricci Bitti         | Uniunea Sovietică Vadim Borisov Serghei Leoniuk |
| Feminin simplu  | Virginia Ruzici (ROU)                         | Lucia Romanov (ROU)                                | Kelly Henry (USA)                               |
| Feminin dublu   | România · Florența Mihai · Virginia Ruzici    | Japonia Fumiko Furuhashi Masako Yanagi             | Uniunea Sovietică Gizhiyang Ludmila Makarova    |
| Dublu mixt      | România · Virginia Ruzici · Florin Segărceanu | Uniunea Sovietică Ludmila Makarova Serghei Leoniuk | Coreea de Sud Kim Soo-ok Jeon Young-dae         |

## Clasament pe medalii
| Loc   | Țară                       | Aur | Argint | Bronz | Total |
| ----- | -------------------------- | --- | ------ | ----- | ----- |
| 1     | România                    | 5   | 1      | 1     | 7     |
| 2     | Uniunea Sovietică          |     | 2      | 2     | 4     |
| 3     | Italia                     |     | 1      |       | 1     |
| 3     | Japonia                    |     | 1      |       | 1     |
| 5     | Coreea de Sud              |     |        | 1     | 1     |
| 5     | Statele Unite ale Americii |     |        | 1     | 1     |
| Total | Total                      | 5   | 5      | 5     | 15    |